# Fauler See (Frankfurt nad Odrą)
Fauler See – jezioro w południowo-zachodniej części Frankfurtu nad Odrą, w dzielnicy Markendorf, ok. 1 km na południowy zachód od Güldendorf, w północnej części lasu Markendorfer Wald objętego programem Natura 2000.
Powierzchnia jeziora wynosi ok. 4 ha.